# Татарченко, Евгений Иванович
Евгений Иванович Татарченко (1893—1977) — генерал-майор Советской Армии, участник Первой мировой, Гражданской и советско-польской войн, краснознамёнец (1921).

## Биография
Евгений Иванович Татарченко родился 24 февраля (11 февраля по старому стилю) 1893 года в Омске. В 1912 году он окончил мужскую гимназию в Семипалатинске, в 1915 году — кораблестроительное отделение Петроградского политехнического института. В январе 1915 года Татарченко был призван на службу в царскую армию. Начинал службу охотником в авиационной роте. В 1916 году он окончил Теоретические авиационные курсы при Петроградском политехническом институте и Севастопольскую военную школу авиации (Качинскую), после чего был направлен на Северный фронт Первой мировой войны. Дослужился до звания прапорщика, был награждён рядом царских орденов.
После установления Советской власти Татарченко вступил сначала в Красную гвардию, а затем в Рабоче-Крестьянскую Красную Армию. Участвовал в боях Гражданской и советско-польской войн, прошёл путь от обычного лётчика до начальника воздушного флота Западного фронта. Приказом Революционного Военного Совета Республики № 37 в 1921 году он был награждён орденом Красного Знамени РСФСР.
После окончания войны Татарченко продолжил службу на высоких должностях в авиационных частях Красной Армии. Возглавлял техническую секцию Научного комитета Управления ВВС Красной Армии, сектор информационно-статистического отдела Разведывательного управления штаба Красной Армии. В 1932—1935 годах Татарченко руководил воздушно-десантной службой ВВС РККА, а с января 1935 года находился на преподавательской работе. Возглавлял кафедры в Военно-воздушной инженерной академии имени Н. Е. Жуковского, Военно-воздушной академии, Военной академии командного и штурманского состава ВВС РККА. В 1951 году Татарченко в звании генерал-майора авиации вышел в отставку. Проживал в Москве.

Могила Татарченко на Преображенском кладбище Москвы.

Умер 17 января 1977 года, похоронен на Преображенском кладбище Москвы.
Помимо царских орденов, Татарченко также был награждён орденом Ленина и четырьмя орденами Красного Знамени., Отечественной войны 2 степени.

## Основные труды
- Татарченко Е.В. Воздушный флот Америки (Северо-Американских Соединенных Штатов). — М.: Военный вестник, 1923. — 112 с.
- Татарченко Е.В. Воздушный флот Британской империи. — М.: Военный вестник, 1923. — 80 с.
- Татарченко Е., комбриг. Воздушные силы в итало-абиссинской войне. — М.: Воениздат, 1940. — 196 с.
- Татарченко Е. И. Воздушные силы в итало-абиссинской войне. — М.: Калитва, 2014. — 244 с. — ISBN 5-689-13758-2.
- Татарченко Е.И. Воздушная война в освещении иностранной литературы. М., 1933